# Melitina Staniouta
Melitina Dmitrievna Staniouta (russe : Мелитина Дмитриевна Станюта, biélorusse : Меліціна Дзмітрыеўна Станюта) est une gymnaste rythmique biélorusse, née le 15 novembre 1993 à Minsk.

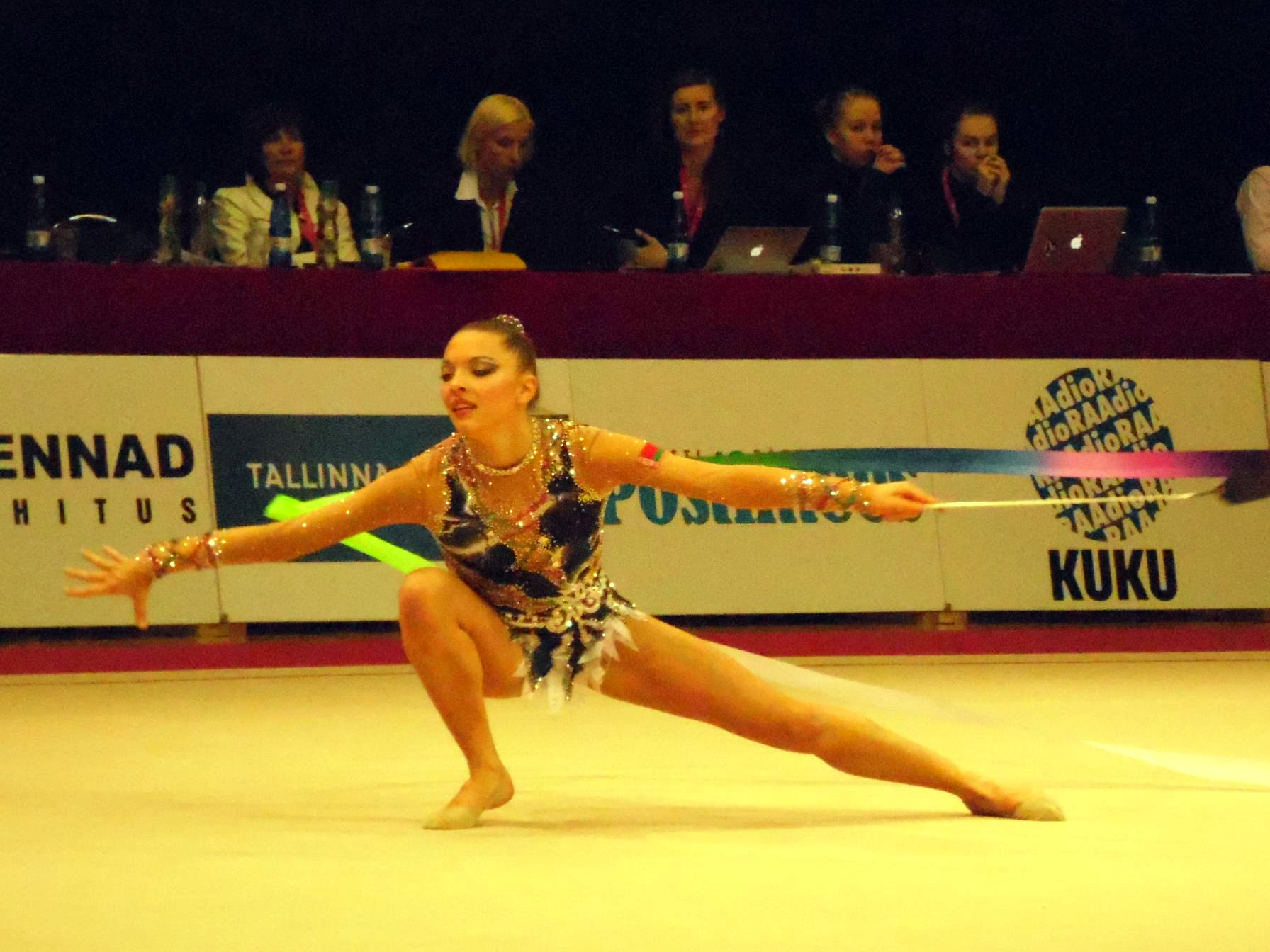
Melita en 2013

## Palmarès

### Jeux olympiques
- Rio 2016
  - 5e de la finale du concours individuel.
- Londres 2012
  - 12e aux qualifications du concours individuel.

### Championnats du Monde
- Mie 2009
  -  médaille de bronze au cerceau.
  -  médaille d'argent au concours général par équipe.
- Moscou 2010
  -  médaille de bronze au concours général individuel.
  -  médaille de bronze à la corde.
  -  médaille d'argent au concours général par équipe.
- Montpellier 2011
  -  médaille d'argent au concours général par équipe.
- Kiev 2013
  -  médaille de bronze au concours général individuel.
  -  médaille de bronze au ballon.
  -  médaille de bronze au ruban.
- Izmir 2014
  -  médaille d'argent au concours général par équipe.
  -  médaille de bronze au ballon.
- Stuttgart 2015
  -  médaille de bronze au concours général individuel.
  -  médaille de bronze au ballon.

### Championnats d'Europe
- Minsk 2011
  -  médaille d'argent au concours général par équipe.
- Vienne 2013
  -  médaille de bronze au concours général par équipe.
  -  médaille de bronze au cerceau.
  -  médaille de bronze aux massues.
- Bakou 2014
  -  médaille d'argent au concours général individuel.
- Minsk 2015
  -  médaille d'argent au concours général par équipe.
  -  médaille d'argent au cerceau.
  -  médaille de bronze au ballon.
  -  médaille de bronze aux massues.
  -  médaille d'argent au ruban.

### Jeux mondiaux
- Cali 2013
  -  médaille d'or au ballon et aux massues.
  -  médaille d'argent au cerceau.